# Павлівський Борис Сергійович
Борис Сергійович Павлівський (нар. 21 вересня 1906, х. Подобріївка, нині Білопільський район Сумська область — пом. 8 листопада 2004, с. Буданів Теребовлянський район Тернопільська область) — український поет, журналіст. Член Всеукраїнської спілки пролетарських письменників (1929). Член Національної спілки письменників України (1996)

## Життєпис
Закінчив Михайлівську агрономічну школу (1924), працював у радгоспі на Курщині (нині РФ). Від 1926 — в м. Горлівка, нині Донецької області: рахівник, діловод у робітничій страховій касі.
Від 1928 — літературний працівник редакції газети «Змичка» в м. Артемівськ, нині Донецької області, водночас — керівник літературного гуртка від письменницького осередку "Забой "; від 1930 — керівник цього осередку.
Від 1927 публікує поезії у журналах «Забой» (м. Артемівськ), «Молодняк» (м. Харків) та ін.
Після творчого відрядження історичними місцями України, Кавказу й Закавказзя написав поему «Махновці», яку 1930 надрукував Антін Крушельницький у журналі «Нові шляхи» (м. Львів). Того ж року Павлівського заарештували органи ДПУ, невдовзі звільнили.
1931–1933 навчався в Харківському інституті педагогічно-професійної освіти.
Від жовтня 1933 до 1940 — політв'язень тюрем (міста Харків, Суми, Київ) і 1940–1955 — таборів (міста Магадан, Іркутськ та ін., нині РФ); реабілітований 1989. Від 1955 — в с. Іванівка, від 1960 — в Буданові (обидва — Теребовлянського району); працював на цукровому заводі в м. Хоростків Гусятинського району Тернопільської області та в Буданівському лісництві.
29 липня 2017 року на приміщенні Михайлівської агрономічної школи (нині державний навчальний заклад «Білопільське вище професійне училище») відкрито меморіальну дошку.  Меморіальна дошка також відкрита в с. Буданів, на приміщенні будинку, де проживав Борис Павлівський

## Творчість
Автор збірок поезій
- «Світильник ночі» (1994),[недоступне посилання з липня 2019]
- «Любов на тернистій дорозі» (1996),[недоступне посилання з липня 2019]
- «Христоносці України» (1998; вокальні і хорові твори),
- «Слово із-за ґрат» (2002);[недоступне посилання з липня 2019]

Посмертно видано спогади Павлівського «І терни, і тюрми» (2005; кн. 1 дилогії "Пам'ять роду ").[недоступне посилання з липня 2019]
- «Мерехтить самітниця зоря. Вибрані поезії» (2007)[недоступне посилання з липня 2019]
- «І входить в серце блискавиця» (2008; кн. 2 дилогії «Пам'ять роду»).[недоступне посилання з липня 2019]
- «Бог своє береже. Вибрані поезії» (2009)[недоступне посилання з липня 2019]
- «Гори, душе моя, зорею. Вибрані поезії» (2012)